# Timothy Harris
Thimoty Silbester Harriz (meglio conosciuto come Timothy Harris; Tabernacle, 14 gennaio 1964) è un politico nevisiano, Primo Ministro di Saint Kitts e Nevis dal 2019 al 2022.